# ستون آهنی دهلی
ستون آهن دهلی یک ساختار فلزی به ارتفاع ۷/۲ متر و قطر ۴۰/۶۴ سانتی متر که توسط چاندراگوپتا دوم (۳۷۵-۴۱۵ میلادی) ساخته شد، بیش از ۱۸۰۰ سال پابرجا بوده و در حال حاضر در قطب منار مهرالی (محله‌ای در جنوب دهلی) قرار دارد. این ستون بخاطر استفاده و ساخت ترکیبات مقاوم در برابر زنگ زدگی مشهور است. این ستون بیش از شش تن (۶۰۰۰ کیلوگرم) وزن دارد و گمان می رود که در جای دیگری ساخته شده باشد ، و در اوایل سلطان‌نشین دهلی به مکان فعلی خود منتقل شده باشد .
ستون از قسمت بالا تا پایه ۷/۲۱ متر است ، ۱/۱۲ متر آن زیر سطح زمین است و تخمین زده می شود بیش از شش تن وزن داشته باشد. ۹۸ درصد این ستون از آهن تشکیل شده  و  به دلیل مقاومت زیاد در برابر خوردگی و یک تکه بودن و نبود مفصل روی آن، مورد توجه باستان شناسان و دانشمندان قرار گرفته است و نشان دهنده مهارت بالایی است که آهنگران هند باستان در استخراج و فرآوری آهن استفاده می‌کردند. مقاومت در برابر خوردگی از یک لایه مساوی هیدرات فسفات هیدروژن آهن کریستالی (III) حاصل می شود و روی آهن با محتوای فسفر بالا پوشش داده می‌شود که باعث می شود از آب و هوای مرطوب دهلی محافظت شود.
1. ↑  Finbarr Barry Flood, 2003, "Pillar, palimpsets, and princely practices", Res, Xliii, New York University, pp97.
2. ↑  "IIT team solves the pillar mystery". Times of India. 2005.
3. ↑  Joshi, M.C. (2007). "The Mehrauli Iron Pillar". Delhi: Ancient History. Berghahn Books. ISBN 978-81-87358-29-9.
4. 1 2  On the Corrosion Resistance of the Delhi Iron Pillar, R. Balasubramaniam, Corrosion Science, Volume 42 (2000) pp. 2103–2129. Corrosion Science is a publication specialized in corrosion science and engineering.
5. ↑  Yoshio Waseda; Shigeru Suzuki (2006). Characterization of corrosion products on steel surfaces. Springer. p. vii. ISBN 978-3-540-35177-1.